# Bathyzetes setigera
Bathyzetes setigera là một loài nhện biển trong họ Ascorhynchidae. Loài này thuộc chi Bathyzetes. Bathyzetes setigera được miêu tả khoa học năm 1908 bởi Loman.